# تراکم ساختمانی

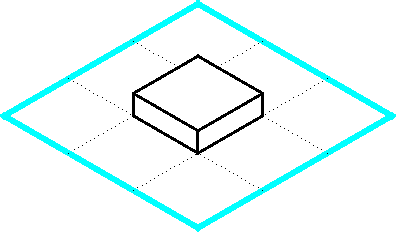
تراکم ساختمانی

تراکم ساختمانی (به انگلیسی: floor space ratio) به نسبت زیربنای سرپوشیده کل طبقات و ساختمانهای موجود در یک قطعه زمین (زیربنای ناخالص)، به مساحت آن قطعه زمین را می‌گویند.

## تراکم و سطح اشغال چیست؟
تراکم؛ به معنای میزان مجوز صادره از شهرداری مبنی بر تعداد طبقات مجاز جهت ساخت و ساز در زمین.
تراکم ساختمانی یا سطح زیر بنا: تراکم ساختمانی یکی از روش‌های محاسبه و کنترل افزایش تراکم انسانی و جمعیتی است.
سطح اشغال: یعنی میزان مجو[[فرمول]] محاسبه کردن آن به شرح زیر است:
سطح اشغال: منظور از ضریب سطح اشغال، نسبت سطح مجاز برای ساخت و ساز به مساحت کل زمین است که به صورت درصد معرفی می‌شود. معمولاً این ضریب بر اساس طرح‌های جامع شهر و طرح تفصیلی در هر منطقه متغیر است. ضریب سطح اشتغال در یک منطقه به‌طور معمول، بین ۴۰ تا ۶۰ درصد نسبت به منطقه و عوامل دیگر تعریف می‌شود.
تراکم و سطح اشغال: یعنی تعداد طبقات و میزان تعیین شده از قسمتی از زمین جهت ساخت و ساز .
به عبارتی دیگر هر زمینی مجاز به ساخت به میزان تعیین شده در دستور نقشه می‌باشد و که تعداد طبقات را تراکم و قسمت ساخته شده زمین را تراکم می‌گویند.
تراکم و سطح اشغال تعیین شده، جهت ساخت اراضی املاک در۴ گروه تعیین شده‌است که هر دستهٔ از این نوع پهنه‌ها مشخصات و نوع مجوزهای ساخت اراضی را بیان می‌نماید.
به صورت مثال تراکم مجاز ساخت از سوی شهرداری در پهنه R122 شش طبقه تراکم و ۶۰٪ سطح اشغال می‌باشد.
اگرمتراژ زمین ۲۰۰ مترمربع باشد با توجه به سطح اشغال که ۶۰٪ باشد در هر طبقه ۱۲۰ متر مربع مالک مجاز به ساخت
خواهد بود.
محدوده تراکم و سطح اشغال‌های کم، قسمتهایی از شهر را شامل می‌شود که به پهنه‌های G معروف هستند که در این پهنه‌ها پوشیده از اراضی کشاورزی و باغی می‌باشد.
تلاش بر این است تا دراین بخش از شهر، ساخت و ساز اساساً گسترش نیابد و منجر به ساخت و ساز به صورت مسکونی نگردد، این امر در راستای حفظ اراضی باغی و زراعی به عنوان یکی از منابع درآمد اصلی شهر می‌باشد.
نوع نگاه هدفمند سیستم شهرسازی به این اراضی و سیاست‌های سخت گیرانه در این بخش باعث شده تا ساخت و ساز برای مالکان و سازندگان، از لحاظ سطح اشغال و تراکم مقرون به صرفه نباشد.
تراکم و سطح اشغال محدوده تراکم‌های با سطح اشغال متوسط، شامل بخش اصلی بافت شهر و محدوده قابل توسعه در آینده شهر را شامل می‌شود، تلاش براین است تا توسعهٔ و نوسازی بافت ساخته شده موجود سریعاً صورت پذیرد.
محدوده تراکم‌های بالا به بافت فشرده شهر دارد که به عنوان هسته‌های اولیهٔ شکل‌گیری شهر قلمداد می‌شوند.
تراکم و سطح اشغال در اراضی مناطق ۲۲ گانه شهر تهران رابطه تنگاتنگی بر اساس گذر و عرض معابر، متراژ زمین، موقعیت زمین و نوع پهنه زمین مشخص می‌گردد و کلیه مجوزات از شهرداری‌ها بر اساس معیارهای شهرسازی و تدوین ظوابط صادر می‌گردد.
«تراکم ساختمانی مجاز» حداکثر حجم ساخت و ساز تا سقف تراکم تعیین شده در طرح تفصیلی تهران (به جز درپهنه‌های ویژه بلند مرتبه) در پهنه‌های چهارگانه استفاده از اراضی شهر تهران تدوین شده‌است.

### ضوابط و مقررات ساخت و ساز و نحوه استفاده از اراضی
تراکم و سطح اشغال ساختمانی مجاز در زیر پهنه‌های حفاظت (سبز و باز) پهنه G، مختلط ویژه (M) صنعتی (S311)، گستره‌ها و مراکز تجاری، اداری و خدمات (با غلبه فرهنگی) S22، بازار S11، مسکونی R و پهنه‌های ویژه بلند مرتبه سازی، تابع ضوابط و مقررات ویژه و با رعایت ضوابط خاص دستگاه‌های مربوطه براساس مقررات طرح جامع تهران، به تصویب کمیسیون ماده (۵) شهر تهران می‌رسد.
به منظور سامان بخشیدن به زیبایی شهر، احداث بنا در اراضی از شهر که بیش از ۶۰ درصد قطعات آن درطرفین گذرهای با حداقل ۱۲ مترعرض، برمبنای ضوابط قبلی ساخته شده‌اند، مطابق ضوابط قبلی (تراکم) و (طبقات)، مجاز است. این محورها در طرح تفصیلی تعیین، و نحوه برخورد با آنها به تصویب کمیسیون ماده ۵ خواهد رسید.
هرگونه پیش روی ساختمان‌ها درمعابرعمومی و خیابان‌ها درکلیه پهنه‌ها، به منظور تأمین دید مناسب و زیباسازی شهر و جلوگیری از کاهش فضاهای باز شهری، ممنوع است.
تراکم و سطح اشغال و فضاهای مشاعی یا غیرمفید و حداقل زیربنا، در کلیه ساختمانهای مسکونی و غیرمسکونی طبق پهنه بندی و به تصویب کمیسیون ماده (۵) شهر تهران صورت می‌گیرد.
سطح اشغال و زیربنای این فضاها (غیرمفید) که همراه با زیربنای فضاهای مفید درهرطبقه (جمع مفید وغیرمفید)، حداکثر سطح کل تراکم و اشغال مجاز در هر پلاک را تشکیل می‌دهند.
بنابراین فرمول محاسبه کردن آن به شرح زیر است:
تراکم ساختمانی = زیربنای سرپوشیده کل طبقات و ساختمان‌های موجود در یک قطعه زمین (زیربنای ناخالص)/ مساحت آن قطعه زمین به عنوان مثال: تراکم ساختمانی ۲ (یا ۲۰۰٪) نشان دهندهٔ این است که متراژ کل زیربنای ناخالص کل ساختمان‌های موجود در قطعهٔ زمین مربوط، دو برابر مساحت ناخالص آن قطعهٔ زمین است. البته در عرف امروز ساخت و ساز ایران، تراکم به نسبت درصد زیربنای خالص قابل ساخت (زیربنای یک طبقه بدون در نظر گرفتن مشاعات) به مساحت زمین گفته می‌شود. چنانچه ملک دارای عقب‌نشینی باشد، این نسبت می‌بایست بر اساس مساحت زمین قبل از عقب‌نشینی محاسبه گردد. در غیر این صورت مالک باید مابه ازای عقب‌نشینی ملک خود از شهرداری، امتیاز ساخت بگیرد، (امتیاز در غالب: تراکم، طبقه، کاربری، ملک معوض و غیره) چرا که در واقع مالکان، قسمت عقب‌نشینی ملک خود را به شهرداری می‌بخشند و در تصرف و مالکیت همیشگی شهرداری درمی‌آورند و شهرداری نمی‌تواند بدون رضایت مالک، زمین او را تصاحب کند، مگر مابه ازای آن را به مالک اعاده یا با مالک توافق کند.

## تفاوت این اصطلاح در کشورهای گوناگون
تفاوت این اصطلاح در کشورهای گوناگون به شرح زیر است:
در استرالیا از اصطلاح (floor space ratio (FSR برای این معنی استفاده می‌شود.
در هندوستان از اصطلاح (floor space ratio (FSR و (floor area ratio (FAR برای این معنی استفاده می‌شود.
در انگلستان و هنگ کنگ از اصطلاح plot ratio و site ratio برای این معنی استفاده می‌شود.
در سنگاپور از اصطلاح plot ratio و gross plot ratio برای این معنی استفاده می‌شود.
در آمریکا از اصطلاح (floor space ratio (FSR و (floor area ratio (FAR برای این معنی استفاده می‌شود.

## انواع تراکم ساختمانی
در فرم محاسبات عوارض شهرداری‌های ایران چند نوع تراکم ساختمانی مختلف ذکر شده، که همگی آنها من درآوردی، غیرقانونی و تکیه گاه درآمدی شهرداری‌ها از زمان دفاع مقدس تا کنون به وجود آمده‌است. در صورت پیگیری مالکین در دادگاه‌های حقوقی ایران، اکثر وجوه پرداختی بابت محاسبه انواع تراکم، قابل اثبات و عودت پذیر می‌باشند.
انواع تراکم
(۱) تراکم مجاز
(۲) تراکم غیرمجاز

#### تراکم غیرمجاز خود به دو نوع تقسیم می‌شود:
الف) تراکم غیرمجاز بند الف
ب) تراکم غیرمجاز بند ب

## علت تقسیم‌بندی و فروش تراکم در ایران
در هیچ‌کجای دنیا در حال حاضر، فروش تراکم به روال ایران انجام نمی‌پذیرد،
‏در ایران، تا اوایل انقلاب درآمدهای شهرداری از طریق کمک‌های دولت و عوارض نوسازی تأمین می‌شد، اما همزمان با جنگ کمک‌های دولت به شهرداری‌ها قطع شد و به شهرداری‌ها اجازه داده شد به دنبال درآمدهای مستقل بروند.
‏ از آن زمان تأمین درآمد شهرداری با فروش تراکم و مازاد تراکم آغاز شد. متأسفانه از همان ابتدا پایه‌های درستی گذاشته نشد و ساده‌ترین راه‌ها برای تأمین درآمد انتخاب شد.
‏در شهرداری کشورهای اروپایی مالیات بر نقل و انتقال و مالیات بردرآمد زیاد است و این امور به معنای واقعی به مدیریت شهری کمک می‌کند، با این وجود در ایران تراکم مازاد به فروش می‌رسد و هزینه مسکن را بالا می‌برد و به طبقات پایین فشار وارد می‌کند. ‏در شهرداری مشهد که پتانسیل درآمدزایی از بخش توریست و زیارت دارد، ۹۴ درصد درآمد شهرداری از محل صدور مجوزهای ساخت و ساز است! تصور کنید در شهرهایی که جاذبه توریستی و زیارتی ندارند این نرخ احتمالاً بالاتر از این می‌باشد
بی اغراق نیست اگر بگوییم بعضی از شهرهای ایران بالاترین نرخ عوارض پروانه نوسازی در کل جهان را دارند. به گفته شهردار تهران در بهار سال ۱۴۰۰ هزینه صدور جواز شهرداری تهران دو درصد فروش ناخالص آن ساختمان است. فرض کنید شما می‌خواهید ساختمانی بسازید که شامل ۱۰ واحد پنج میلیارد تومانی است. نرخ صدور جواز آن یک میلیارد تومان می‌شود که نقداً در ابتدای کار می‌پردازید در باب صحت و سقم این ادعا بحث فراوان است و خیلی‌ها رقم جواز را بسیار بالاتر می‌دانند. در بسیاری از شهرستانهای ایران هزینه صدور جواز حتی تا چندین برابر تهران می‌باشد طوری که در بعضی موارد تا ۲۵ درصد ارزش فروش کل ساختمان بابت صدور جواز، نقداً اخذ گردیده‌است.

## تأثیر آن در قیمت زمین
بنابر منابع زیادی (از جمله Edward Ptacek, 2009) هرچه میزان تراکم ساختمانی در یک قطعه زمین بیشتر باشد، قیمت هر مترمربع آن زمین گران‌تر است.

## نحوه محاسبه تعداد طبقات مجاز ساخت
آن دسته از کسانی که تصمیم به ساخت خانه در فضاهای شهری می‌گیرند، باید طرح و نقشه خود را با شهرداری آن شهر و منطقه هماهنگ نمایند. شهرداری‌ها که وظیفهٔ مدیریت کلان‌شهری را بر عهده داشته و برای جهت پیشروی شهر و نوع خانه‌های احداثی در هر منطقه سیاست‌های کلی دارند. البته در حال حاضر، این سیاستهای کلی در مواجهه با بحرانهای اقتصادی ناشی از جنگ و تحریم اساساً تغییر کرده و با تصویب تبصره‌های تو در تو از یک طرف و صدور مصوبه‌های متناقض جهت آبروداری رسانه ای، از طرف دیگر، شهرسازی در ایران را متفاوت از روال حاکم دیگر نقاط دنیا کرده‌است.
این سیاست‌ها توسط کارشناسان به عدد و رقم تبدیل شده و در قالب طرح تفصیلی منتشر می‌شود. کسانی که قصد ساختن یک ملک را دارند با بررسی دقیق این طرح و با توجه به کاربری مورد نظرشان (مسکونی، تجاری یا مختلط) اقدام به خرید زمین یا تجمیع زمین خود با ملک‌های مجاور کرده و سپس جهت اخذ پروانهٔ ساخت اقدام می‌کنند.
متولی اصلی صدور طرح‌های تفصیلی در ایران، شورای عالی معماری و شهرسازی است و این شورا در باب طرح تفصیلی خود را مرجع دانسته و به شوراهای اسلامی شهرها اجازه دخل و تصرف در این طرح‌ها را نمی‌دهد. بزرگ‌ترین معضل ساخت و ساز در ایران، نگاه صرفاً آکادمیک شهرسازی بر اساس منابع و الگوهای قدیمی، و از همه مهم‌تر بی اعتنایی به نوآوری‌های جدید شهرنشینی و آثار اقتصادی توسعه شهری، توسط شورای عالی معماری و شهرسازی می‌باشد. این شورا با نگاه ایده آلیستی سنتی شهرسازی، طرحهای تفصیلی را تهیه و برای اجرا به شهرداری‌ها ابلاغ می‌کند. طرح تفصیلی برای شهرداری‌ها به منزله اصلی‌ترین منبع درآمدی می‌باشد و برعکس اینکه گفته می‌شود مالکان از منفذهای طرح برای بالابردن سود حاصل از ساخت و ساز تلاش می‌کنند این شهرداری‌ها هستند که از لابه لای تبصره‌های طرح تفصیلی، در تکاپوی فروش تراکم برای جبران کسری بودجه خود هستند.